# スレイヤー (GUILTY GEAR)
スレイヤー (SLAYER) は、2D対戦格闘ゲーム『GUILTY GEARシリーズ』に登場する人物。

## 設定
- 異種と呼ばれる吸血鬼の末裔。アサシン組織の創設者であり元リーダー。殺し合いを嫌い、純粋な闘いとHAIKU（俳句）を趣味とし、初対面の相手にも紳士的に振舞うダンディーな男。
- 『ギルティギア』の世界において、吸血鬼は超自然的な亜種とされ、人間を超越する戦闘能力を持つが、人の血液を摂取しないと生きていけない体質や、個体数の少なさもあって、数を減らしていった。（ターゲットを仕留めて、その相手から）血液を入手するために素性を隠してアサシン組織を結成した。その後、シャロンを伴侶にすることにより血液問題を解決した彼は、組織の長を自ら降りる。
- ソル・バッドガイやツェップ大統領ガブリエルとは古くからのケンカ仲間であり、その強さは普通の人間とは比べ物にもならない。リーダーを引退後、妻のシャロンと静かに過ごしていたが、世の中に蔓延する不穏とした気配をいち早く察知し再び戦う決意をする。
- 人間観察を趣味としており、人間に対しては篤い好意を抱いている。石渡太輔は「人類が危機に瀕した場合、スレイヤーは『人間が滅ぶとつまらないから』という理由で助けにきてくれるかもしれない」と述べている[1]。
- ツェップのガブリエル大統領とはライバル同士でもあり、部下でもあり弟子でもあるポチョムキンと対戦する際は、特別な台詞になる。
- ISUKAでのスレイヤーステージは過去にガブリエルと修行した場所である。
- 「殺害者」「殺人犯」の意味を持つ「スレイヤー」というのは偽名であり本名は別にあるようだが、とうの昔に忘れたらしい。

## シャロン
スレイヤーに同伴している女性で、彼の伴侶。スレイヤーに吸血されても吸血鬼化しない不老不死の身であり、生死、時間の概念を超越した人物。石渡太輔によれば、彼女は特異体質の人間であり、『ギルティギア2』に登場するバックヤードと関連を持つことが示唆されている。寡黙な人物で感情表現こそあるが、少なくともゲーム中では一言も声を発していなかったが、ストライヴでは話すようになった。担当声優は潘めぐみ。

## ストーリー
GUILTY GEAR XX
かつて創設したアサシン組織がリーダー・ザトーを亡くし混乱状態にあることを知ったスレイヤーは、けじめをつけるために戦いの舞台へと舞い戻る。その一方で、ソルやカイなどの戦士達に情報提供をするなど酔狂な事もしている。

## ゲーム中の性能
己の肉体を武器にひたすら接近戦を挑むインファイター。
ダッシュは一瞬消えて無敵状態のまま短い距離を移動するという特殊なもの。ガトリングコンビネーションのルートが乏しいものの、連続技が簡単かつ高威力であり、一回連続技が当たればほぼ勝利に近づけるというような一発逆転性が高くなっている。また防御力も非常に高く、全4位に入るほどである。
弱点はダッシュが一定距離を進むステップタイプである為、機動力が低いこと。また独自のステップを利用した無敵付加などのテクニックを使わないと切り返しに乏しい点も挙げられる。
『ΛC』ではガトリングルートの殆どが削除され、連続技は通常技を目押しで繋ぐという非常に練習を要するキャラクターになっている。
EXモードでは必殺技が様々な連係タイプに変更され、ガトリングコンビネーションのルートが増加することから手数の多さで攻めるとなっている。また前後ダッシュも変更されている。
GOLDモードでは「血を吸う宇宙」の効果が常に付加されており、攻撃がヒットする度に体力が回復する。

## 技の解説

### 必殺技
フェイント [XX~]
通常技のひとつ→+Kのモーションを途中でやめる技。踵落としを繰り出さず小さく前に飛ぶ。
マッパハンチ [XX~,EX]
パンチを決める技。PとKの2種類があり、移動距離に差がある。牽制・連続技に使用される。
因みにマッハパンチではなくマッパハンチ。
マッパフェイント [SLASH~ΛC+R]
攻撃判定が発生する直前でマッパハンチを中断する。
D（ダンディー）ステップ [XX~,EX] (⇒各種派生技orFB版パイルバンカー) (FRC)
一定距離を後退し、前方へ滑るように移動して戻ってくる技。
P版とK版の2種類ありそれぞれ後退・前進距離が違う。またΛCでは前方にのみ移動して対戦相手をすり抜けるS版が、ΛC+RではS版よりもさらに長い距離を移動して背後に回るHS版と、フォースブレイク技としてD版（後述）が追加された。
ただし、S版とHS版は敵の位置に関わらず移動しながら後ろを向いてしまう。敵の背後を取っていない場合は必ず敵に背を向けた状態となり、派生技も敵とは反対方向に繰り出す形となるので、発動時の間合いには注意が必要。
『Xrd』からはS・HS・D版は削除され、P・K版のみとなっている。
クロスワイズヒール [XX~,EX]
相手を十字に蹴り上げる技。ヒット後追撃可能。上半身の無敵を利用して対空技に使用される。
パイルバンカー [XX~,EX]
強烈なストレートを打ち込み、ヒットした敵は地面を滑りつつ吹き飛ぶ。ガードされると隙が大きいものの非常に高いダメージを誇り、カウンターヒット時は壁に貼り付ける効果があるので追撃可能。
『Xrd』からはヒット時の効果が大きく変わり、P版Dステップから派生した場合は通常ヒットとカウンターでそれぞれ「横方向へ吹き飛ばす/横方向へ吹き飛ばし、壁か画面端に当たるとバウンドする」、K版では「横方向へ吹き飛ばし、壁に接触させれば貼り付ける」「地面を派手に転がり、受け身を取らせずダウンする」という仕様になった。
アンダープレッシャー [XX~] (⇒アンダープレッシャー)
フックを繰り出す。ガードされても有利なので固め・牽制に使用。カウンターヒット時にはよろけを誘発する。
技名の由来はQueenとデヴィッド・ボウイの共作による楽曲「Under Pressure」。
イッツレイト [XX~]
アンダープレッシャーからの追撃として打ち下ろしを決める。カウンターヒット時は地面バウンドを誘発する。
ΛCではDステップからHSの入力で、アンダープレッシャーを挟まず直接出せるようになった。ただしS版とは違いDステップから発動までの間が大きく、カウンターヒットで誘発するのは地面を滑りつつ吹き飛ばす効果となる。
技名の由来はQueenの楽曲「It’s Late」。
ヘルタースケルター[Xrd~]
HS版イッツレイトから差し替えられる形で追加されたDステップ派生技。前方へ軽くジャンプしてから地面を踏みつけ、その衝撃波で攻撃する技。ヒットした敵を必ずしゃがんだ状態でのけぞらせるほか、ジャンプ中は敵をすり抜ける特性を持つ。カウンターヒット時には敵を空中へ打ち上げる。
血を吸う宇宙 [XX~] (FRC)
相手の血を吸うコマンド投げ。ヒット時はよろけを誘発する。
技名の由来は映画『血を吸う宇宙』から。
フットルース ジャーニー [XX~] (空中専用)
マントを円状に変化させて攻撃する空中必殺技。使用後は着地まで操作を受け付けないので、空中連続技の締めとしての使用が望ましい。
空中の挙動により慣性が強くかかるので、空中ダッシュと併用して緊急脱出の様な使い方も可能。
アンダートウ [XX~]
ヒットすると爆発する裏拳を叩き込む。『XX』~『#RELOAD』ではガード不能技、『SLASH』以降はガード可能だが相手の攻撃を一発だけ耐えられる性能を持つ。
『Xrd』からはアンダートゥと名前を変え、顔の前で×の字に構えた両腕の筋肉を膨張させて振り下ろす技になった。ヒットするまでの隙が非常に大きいがガード不能となっている。

### フォースブレイク
ビッグバンアッパー [ΛC~ΛC+R]
高速で前進し相手を強烈なアッパーで打ち上げる。落ちてくるところを追撃可能。
発生直後から上半身に無敵時間があるため、打点の高い攻撃を潜り抜けつつヒットさせることが出来る。
パイルバンカー [ΛC~ΛC+R]
ノーマル版パイルバンカーとは別の技。ガードされても隙は無く、通常ヒットで敵を吹き飛ばして壁に貼り付ける。
D（ダンディー）ステップ [ΛC+R]
P版・K版の前進動作のみを行い敵に接近するDステップ。

### 覚醒必殺技
直下型ダンディー [XX~] (空中専用)
足から炎を噴き出しながら斜め下に突進する覚醒必殺技。主に空中連続技の締めに。
後ろに噴き出す炎にも攻撃判定があり、突進による攻撃も同時に命中させた際の攻撃力は絶大。
永遠の翼 [XX~]
マントを翼に変え上昇し、巻き込んだ敵を大きく打ち上げる技。発動開始からの無敵時間を活かしての割り込み・切り返しなどに使用。打ち上げた敵は受け身を取れずに落下するので、状況次第では追撃も狙えるが、発動を読まれてガードされた場合の隙は非常に大きい。
技名の由来はQueenの楽曲「Spread your wings」の邦題。
デッド オン タイム [XX~] (FRC)
渾身の力を込めた拳を突き出しながら、若干浮上しつつ突進する覚醒必殺技。至近距離では暗転後・発動演出中にガード入力をしてもガードできないという性能を持つが、出始めに無敵判定がないので切り返しには向かない。『ΛC』からガードされても相手をすり抜ける効果が追加されたため緊急脱出にも利用できる。
『Xrd』以降はすり抜け特性が無くなったためにガードされた時のリスクがとても大きくなっているが、『XrdR』ではバースト覚醒必殺技として発動すると、威力の強化に出始めから無敵判定を付与したものになる。
技名の由来はQueenの楽曲「Dead on time」。
V字型ダンディー [EX]
直下型ダンディー→永遠の翼を連続で出す技。
ロイヤルハント [EX]
マントを広げ、包み込んだ敵を空中に転移させて落下させる技。
技名の由来はデンマークのメロディックメタルバンド・Royal Huntから。

### 一撃必殺技
オールデッド [XX~]
肩から体当たりし、ヒット時に「星となれ」の台詞とともに対戦相手をアッパーで宇宙まで殴り飛ばす一枚絵が表示され、その一枚絵をバックににHAIKU（俳句）が表示される。上の句、中の句、下の句の数は、各33種類ある。ΛCではHAIKUのパターンが追加されている。
『GGXrd』からはダストアタックと同じモーションのアッパーがヒットすると演出に移行。一枚絵ではなくムービーで相手を殴り飛ばしHAIKUを読み上げた後、各キャラクターが『ダンディ・・・』『伊達男・・・』などと突っ込む。
技名の由来はQueenの楽曲「All dead,all dead」

## テーマミュージック
- Haven't You Got Eyes In Your Head?（GGXX～GGXXΛC）
- Jack-a-Dandy（GGXrd～）
- Existence（GGXX～GGXX/対アサシンメンバー時）

## ステージ
- CASTLE（GGXX~）
- Pirate Fort：宝船（ISUKA）
- Villa Vampir（GGXrd~）

## 担当声優
- 家弓家正（『XX』 - 『Xrd-SIGN-』）
- 土師孝也（『Xrd-REVELATOR-』以降）
- 岩澤俊樹（『STRIVE』〈若返った姿〉）[3]